# 김엽
김엽(金燁, 1933년 8월 10일 ~ )은 전 경북대학교 교수, 안동대학 학장, 세명대학교 총장이자, 현재 세명대학교 법인인 대원교육재단의 이사장인 대한민국의 역사학자다.

## 경력
- 중화민국 중앙연구원에서 연구[1]
- 대구사학회 회장[2]